# Toro (Gashiga)
Pour les articles homonymes, voir Toro.
 Toro est un village du Cameroun situé dans le département de la Bénoué et la région du Nord. Il fait partie de la commune de Gashiga et de l'arrondissement de Demsa. Il fait partie du Lamidat Demsa.

## Population
Lors du recensement de 2005, 719 habitants y ont été dénombrés dont 227 habitants pour Toro I et 492 habitants pour Toro II.